# Юханссон, Виктория (шахматистка)
Виктория Юханссон (швед. Victoria Johansson; род. 12 марта 1974) — шведская шахматистка, международный мастер среди женщин (1993).
В составе сборной Швеции участница девяти Олимпиад (1990—1992, 1996—2006, 2012) и пяти командных чемпионатов Европы (1992—1997, 2001, 2005—2007). На Олимпиаде (1990) в Нови-Сад показала второй результат на своей доске. Участница межзонального турнира в Джакарте (1993).

## Изменения рейтинга
| Графики недоступны из-за технических проблем. См. информацию на Фабрикаторе и на mediawiki.org. |